# Kostoľany pod Tribečom

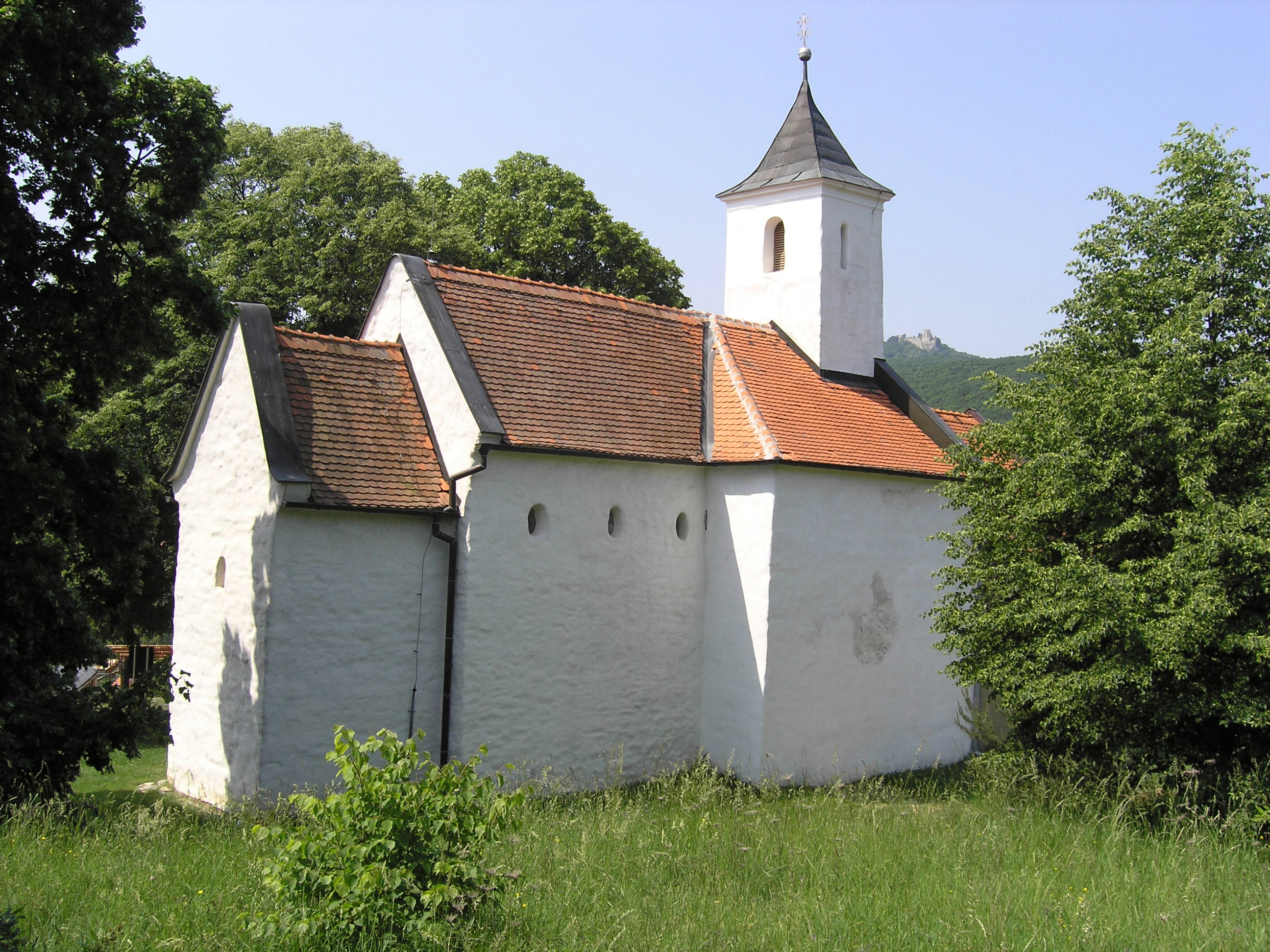
Kościół św. Jerzego

Kostoľany pod Tribečom (węg. Gímeskosztolány) – wieś (obec) w południowo-zachodniej Słowacji, w kraju nitrzańskim.

## Położenie
Wieś położona jest w dolinie niewielkiego potoku Drevenica u południowo-wschodnich podnóży gór Trybecz, ok. 17 km na północny zachód od miasta Zlaté Moravce. Jest najwyżej położoną jednostką osadniczą w tej dolinie. Od strony wschodniej nad wsią wznosi się szczyt Veľký Lysec (547 m n.p.m.) z pozostałościami grodziska z epoki brązu, natomiast od strony zachodniej – szczyt Dúň (514 m n.p.m.) z ruinami zamku Gýmeš.

## Historia
Wieś wzmiankowana po raz pierwszy w 1113 roku. Jej wschodnia część należała do klasztoru pod górą Zobor, zachodnia – do feudalnego "państwa" z siedzibą na zamku Gýmeš. W XIII w. Forgaczowie, władający zamkiem, byli już posiadaczami całej wsi. W latach 1302-1329 Kostoľanami władał potężny Mateusz Czak, później były w posiadaniu węgierskiej korony, a od 1386 r. (z mniejszymi przerwami) władali nimi znów Forgaczowie.
Mieszkańcy zajmowali się pracą w lesie, hodowlą, w niewielkim stopniu rolnictwem. W 1864 r. doszło tu do ich protestów przeciwko niesprawiedliwej komasacji gruntów. Po starciu z żandarmami kilku rolników osądzono i skazano na więzienie. W II połowie XIX w. działał tu niewielki tartak z wytwórnią parkietów. Jeszcze w latach międzywojennych część mieszkańców udawała się latem do prac sezonowych na "dolne" Węgry.

## Zabytki
We wschodniej części wsi, na górnym skraju zabudowy, znajduje się kościół św. Jerzego – niewielka budowla z X w., przebudowana w XIII w., z cennymi romańskimi malowidłami z XI w. we wnętrzu, najstarszy przykład architektury przedromańskiej na Słowacji. Narodowy pomnik kultury Słowacji. Kościół dał nazwę powstającej przy nim wsi.